# Jonas Bokeloh
Jonas Bokeloh (Fráncfort, 16 de marzo de 1996) es un ciclista alemán.

## Palmarés
2014
- Campeonato del Mundo en Ruta Junior  [1]

2016
- Trofej Umag-Umag Trophy

2018
- 1 etapa del Baltic Chain Tour